# Сублінгвальне застосування лікарських засобів
Сублінгва́льно (від лат. sub lingua — «під язиком»), або під язик — застосування лікарських засобів, що відноситься до фармакологічного шляху введення, коли речовини дифундують у кров через тканини під язиком, уникаючи початкового потрапляння до печінки з можливою біотрансформацією.
Під'язикові залози отримують первинне кровопостачання від під'язикових та submental артерій, які є гілками язикової та лицевої артерії відповідно. Обидві ці артерії є гілками зовнішньої сонної артерії. Під'язикова вена впадає в язикову вену, яка потім впадає у внутрішню яремну вену. Під'язикові залози отримують парасимпатичний «вхід» через барабанну хорду, яка є гілкою лицевого нерва через підщелепний ганглій. Нерв виконує секретомоторну функцію. Барабанна хорда відгалужується від рухової гілки лицевого нерва в порожнині середнього вуха, яка потім виходить із середнього вуха через petrotympanic fissure. Потім барабанна хорда проходить разом з язиковим нервом до синапса підщелепного ганглія. Постгангліонарні волокна досягають під'язикової залози та виділяють ацетилхолін і речовину П. Ацетилхолін, первинний нейромедіатор і мускаринові рецептори, стимулюють збільшення слиновиділення.
Багато ліків всмоктуються під час сублінгвального введення, зокрема серцево-судинні препарати, стероїди, барбітурати, бензодіазепіни, опіоїдні анальгетики, THC, КБД, деякі білки і все частіше вітаміни та мінерали.

## Принцип
Коли хімічна речовина контактує зі слизовою оболонкою під язиком, вона всмоктується. Оскільки тканина під епітелієм містить велику кількість капілярів, речовина потім дифундує в них і потрапляє у венозний кровообіг початково оминаючи печінку. Речовини, що всмоктуються в кишечнику, підлягають певній біодеградації в верхньому відділі ШКТ та метаболізму першого проходження в печінці перед тим, як потрапити в загальний кровообіг.
Сублінгвальне введення має певні переваги перед пероральним. Часто швидше, і це гарантує, що речовина ризикує руйнуватися лише ферментами слини перед тим, як потрапити в кров, тоді як перорально введені ліки повинні пережити проходження через вороже середовище шлунково-кишкового тракту, що може призвести до їхньої деградації шлунковою кислотою або жовчю, або за допомогою таких ферментів, як моноаміноксидаза (МАО). Крім того, після всмоктування зі шлунково-кишкового тракту такі препарати потрапляють в печінку, де вони можуть бути значно змінені; це відомо як ефект першого проходження при метаболізмі ліків. Через травну активність шлунка і кишечника пероральне приймання деяких речовин неефективне (наприклад, сальвінорин А).

## Форми
Фармацевтичні препарати для сублінгвального введення виготовляють у формі:
- Сублінгвальні таблетки — таблетки, які легко тануть у роті, швидко розчиняються та практично без залишку. Прикладом є таблетки нітрогліцерину, інший — протиблювотний ондансетрон.
- Під'язикові смужки — подібні до таблеток тим, що вони легко тануть у роті та швидко розчиняються. Субоксон[en] є прикладом препарату, який поставляється в сублінгвальній смужці.
- Багатоцільові таблетки — розчинні таблетки для перорального або сублінгвального (або буккального) введення, часто також підходять для приготування ін'єкцій, Гідростат (гідроморфон) і ряд марок таблеток і кубиків морфіну.
- Сублінгвальні краплі — концентрований розчин, який слід закапати під язик, як от деякі препарати від кашлю з нікокодеїном,
- Сублінгвальний спрей — спрей для язика; певні людські та ветеринарні препарати відпускаються як такі.
- Пастилки[en](пастила для горла, також, цукерка від кашлю, пастилка, льодяник, пастила або льодяник від кашлю) — забезпечує дозоване та контрольоване пацієнтом поєднання сублінгвального, буккального та перорального введення, наприклад Actiq (фентаніл)[4].
- «Шипучі» буккальні або під'язикові таблетки — цей метод набагато швидше проводить препарат через слизові оболонки (це також у шлунку з газованими або шипучими рідинами) і використовується в буккальних таблетках фентанілу — Fentora.

### Речовина
Практично будь-яка форма речовини може піддаватися сублінгвальному введенню, якщо вона легко розчиняється у слині. Порошки та аерозолі можуть скористатися цим методом. Однак ряд факторів, таких як pH, молекулярна маса та розчинність у ліпідах, можуть визначити, чи є шлях практичним. Виходячи з цих властивостей, належним чином розчинний препарат може дифундувати через слизову оболонку занадто повільно, щоб бути ефективним. Однак багато ліків набагато ефективніше приймаються сублінгвально, і, як правило, це безпечніша альтернатива, ніж введення через слизову оболонку носа. Цей метод також широко використовується людьми, які вводять певні психоактивні препарати. Однак одним із недоліків є зміна кольору та карієс, викликані тривалим використанням цього методу з кислими або іншими їдкими препаратами та наповнювачами.

### Психоактивні речовини
Більшість психоактивних речовин також можна застосовувати сублінгвально. ЛСД, МДМА, морфін, алпразолам, клоназепам, валіум та багато інших речовин, включаючи психоделічні триптаміни та фенетіламіни, і навіть їстівні коноплі для відпочинку. ТГК є кандидатами для введення цим шляхом.  Найчастіше розглянутий препарат подрібнюють і поміщають у рот (часто безпосередньо під язик). Якщо тримати там досить довго, препарат дифундує в кровотік, минаючи шлунково-кишковий тракт. Це може бути кращим методом у порівнянні з простим пероральним введенням, оскільки відомо, що МАО окислює багато ліків (особливо триптаміни, такі як ДМТ), і оскільки цей шлях переводить хімічну речовину безпосередньо в мозок, де діє більшість психоактивних речовин. Метод обмежений надмірним слиновиділенням, що змиває хімічну речовину в горло. Крім того, багато алкалоїдів мають неприємний смак, через що їх важко тримати в роті. Таблетки психоактивних фармацевтичних препаратів містять гіркі хімічні речовини, такі як денатоній, щоб запобігти зловживанням, а також відбити бажання дітей їсти їх.

### Алергени
Алергени також можна наносити під язик як частину імунотерапії алергеном.

### Лікувальні пептиди та білки
Відносно новим шляхом введення терапевтичних пептидів і білків (таких як цитокіни, доменні антитіла, Fab-фрагменти або одноланцюгові антитіла) є сублінгвальне введення. Пептиди та білки нестабільні в шлунково-кишковому тракті, головним чином через деградацію ферментами та різницю pH. Як наслідок, більшість пептидів (таких як інсулін, екзенатид, вазопресин тощо) або білків (таких як інтерферон, ЕПО та інтерлейкіни) необхідно вводити шляхом ін'єкції. Нові технології дозволили сублінгвальне введення таких молекул. Такі компанії, як Novo Nordisk, Sanofi і BioLingus, докладають активних зусиль для розробляння доставляння макромолекул (пептидів, білків та імунотерапії) сублінгвальним шляхом. Сублінгвальний шлях введення може бути особливо ефективним для імуноактивних ліків через наявність клітин імунних рецепторів поблизу сублінгвальної ділянки.

### Вакцини
Сублінгвальний шлях також може використовуватися для вакцин проти різних інфекційних захворювань. Таким чином, доклінічні дослідження показали, що сублінгвальні вакцини можуть бути високо імуногенними та можуть захищати від вірусу грипу та Helicobacter pylori але сублінгвальне введення також може використовуватися для вакцин проти інфекційних захворювань (наприклад, поліомієліту).